# Буке, Ян
Ян Лодевейк Буке (нидерл. Jan Lodewijk Bouquet; 4 июля 1926, Амстердам — 20 апреля 1990, там же) — нидерландский футболист, игравший на позициях левого полусреднего и центрального нападающего, выступал за амстердамский «Аякс». Большую часть карьеры провёл в составе любительского клуба «Мербойс», за который сыграл свыше 200 матчей.

## Спортивная карьера
В январе 1951 года Ян вступил в футбольный клуб «Аякс», где его отец был одним из многочисленных спонсоров. В начале сезона 1951/52 играл за второй состав, где также выступали Вим Андерисен и Ян Волтеринк. За основной состав дебютировал в возрасте 25 лет, незадолго до своего дебюта отметился хет-триком на турнире в Тиле, где «Аякс» играл резервным составом. Первую игру в чемпионате Нидерландов провёл 25 мая 1952 года в Тилбурге против местного клуба «Виллем II», сыграв на позиции левого полусреднего нападающего. Гостевая встреча завершилась поражением его команды со счётом 5:2. Матч стал для него единственным в чемпионате. «Аякс» по итогам сезона занял первое место в своей группе, а в чемпионском турнире выступил неудачно, заняв последнее четвертое место так и не одержав ни одной победы.
В августе 1954 года сыграл в трёх матчах на предсезонном турнире Кубок АРОЛ. В четвертьфинале турнира против роттердамского «Эксельсиора» появился на замену вместо Ринуса Михелса и забил победный гол, а в полуфинале вышел в стартовом составе и отметился голом в ворота амстердамского АФК. В финале, который завершился поражением «Аякса», Буке остался в запасе, но вышел на замену во втором тайме вместо Макса Гудкопа. В июле 1955 года был выставлен на трансфер. В том же году перешёл в клуб «Мербойс» (ныне «ГёзенМидденмер»), за который выступал на протяжении десяти лет. В мае 1964 года провёл за клуб 200 матч и по этому случаю получил от почётного председателя часы в подарок.

## Личная жизнь
Ян родился в июле 1926 года в Амстердаме. Отец — Йоханнес Буке, мать — Янке Кауэнберг. Оба родителя были родом из Амстердама, они поженились в феврале 1926 года — на момент женитьбы отец был рабочим. В их семье воспитывалось ещё трое детей: сын Хендрик, дочери Корнелия Антония и Фредерика София Вилхелмина.
Женился в возрасте двадцати пяти лет — его супругой стала 24-летняя Франциска Григолейт, уроженка Амстердама. Их брак был зарегистрирован 17 марта 1952 года в Амстердаме. В браке родилось двое детей. 
Умер 20 апреля 1990 года в Амстердаме в возрасте 63 лет. Похоронен 24 апреля на территории кладбища Де Ньиве Остер в Амстердаме. Его супруга умерла в октябре 1992 года в возрасте 65 лет.